# Karl Þorsteins
Karl Þorsteins (Karl Thorsteins) (ur. 13 października 1964) – islandzki szachista, mistrz międzynarodowy od 1985 roku.

## Kariera szachowa
W 1981 r. zadebiutował w finale indywidualnych mistrzostw Islandii, zajmując IV miejsce, natomiast w 1983 r. zdobył w Chicago brązowy medal drużynowych mistrzostw świata studentów oraz wystąpił w reprezentacji kraju w drużynowym turnieju krajów nordyckich. W 1984 r. zajął IV m. (za Curtem Hansenem, Aleksiejem Driejewem i Kiriłem Georgiewem) w rozegranych w Kiljavie mistrzostwach świata juniorów do 20 lat, natomiast na przełomie 1984 i 1985 r. reprezentował narodowe barwy na rozegranych w Groningen mistrzostwach Europy w tej kategorii wiekowej, dzieląc V-VI miejsce. W tym okresie należał już do ścisłej czołówki islandzkich szachistów. Pomiędzy 1984 a 1988 r. trzykrotnie wystąpił na szachowych olimpiadach. Dwukrotnie (1985, 1989) zdobył tytuły indywidualnego mistrza Islandii, był również brązowym medalistą (1987). W 1985 r. podzielił IV-V m. w Borgarnes (za Vlastimilem Jansą, Curtem Hansenem i Karelem Mokrym, wspólnie z Gudmundurem Sigurjonssonem), w 1987 r. zajął V m. w rozegranym w Polanicy-Zdroju memoriale Akiby Rubinsteina (za Uwe Bönschem, Siergiejem Dołamtwoem, Alonem Greenfeldem i Robertem Kuczyńskim), w 1988 r. podzielił II m. (za Rafaelem Waganjanem, wspólnie z m.in. Wiktorem Kuprejczykiem) w turnieju Politiken Cup w Kopenhadze, natomiast w 1989 r. zwyciężył (wspólnie z Radovanem Govedaricą) w Belfort. W 1993 r., odniósł kolejny sukces, zdobywając w Lucernie złoty medal za indywidualny wynik na VI szachownicy podczas drużynowych mistrzostw świata. W tym też roku praktycznie zakończył karierę, w kolejnych latach w turniejach klasyfikowanych przez Międzynarodową Federację Szachową startując bardzo rzadko.
Najwyższy ranking w karierze osiągnął 1 stycznia 1994 r., z wynikiem 2510 punktów zajmował wówczas 6. miejsce wśród islandzkich szachistów.